# 楊釜
楊釜（1420年—？），字受□，福建漳州府長泰縣人，民籍，明朝政治人物。進士出身。

## 生平
正統十二年（1447年）福建鄉試第五十五名。景泰五年（1454年）甲戌科會試第三百一十九名，殿試登進士第二甲第一百二十名。

## 家族
曾祖楊宗璉。祖父楊茂之。父亲楊復一。